# Будайыджиоглу, Гюльсерен
Гюльсерен Будайыджиоглу (урождённая Кавас, род. 1947, Анкара) — турецкая писательница, телеведущая и психиатр. На основе её произведений были сняты сериалы «Стамбульская невеста» (2017-19), «Дом, в котором ты родился — твоя судьба» (2019-21), «Красная комната» (2020-22), «Квартира невинных» (2020-22), «Девушка за стеклом» (c 2021), «Портной», «Спрячь меня» и «Зимородок» (2022—2023).

## Биография
Родилась в 1947 году в Анкаре. По её собственным словам, у неё были «любящий» отец и «жертвенная, авторитарная» мать. Она была старшим ребёнком, помимо неё в семье ещё два ребёнка, Юкселен и Мустафа. Окончила TED-колледж Анкары и медицинский лицей при Анкарском университете
Успешно пройдя конкурс на должность телеведущей, с 1965 года работала на канале TRT, который был открыт незадолго до этого. Среди преподавателей и однокашников получила прозвище «Мисс TRT». Окончив в сентябре 1972 года университет, Будайыджиоглу стала размышлять стать ей врачом или телеведущей. В ноябре того же года она уволилась с должности телеведущей, и в декабре получила должность ассистента. Впрочем, её карьера ассистента продлилась недолго. Ассистентам требовалось официальное разрешение для работы на телевидении. В январе 1973 года декан отказался дать такое разрешение Будайыджиоглу. В том же месяце она приняла участие в съёмке двух телепередач. После этого в университете было проведено служебное расследование, в результате которого Будайыджиоглу была уволена из университета и полностью посвятила себя карьере на телевидении. В 1977 году она прошла специализацию по психиатрии в университете Хаджеттепе и преподавала там в течение 5 лет. Одновременно с этим она вела передачу «İnsan ve Dünyası», которая была посвящена обсуждению с экспертами различных болезней и социальных проблем.

## Карьера писательницы
Профессиональная карьера писательницы началась в 2004 году, когда Будайыджиоглу опубликовала «Madalyonun İçi, Bir Psikiyatrın Not Defterinden». Первые две книги, написанные Будайыджиоглу, — сборники рассказов, посвящённые различным психическим заболеваниям. Третья книга содержала одну большую историю.
Первые четыре романа Будайыджиоглу, а также написанный в 2019 году роман «Девушка за стеклом» — это психотерапевтические романы, основанные на реальных событиях, которые писательница видела собственными глазами. Произведения Будайыджиоглу неоднократно экранизировались. В 2017-19 годах на канале «Starv TV» вышел сериал «Стамбульская невеста», снятый по мотивам «Hayata Dön». В 2019-21 годах на канале «TV8» — сериал «Дом, в котором ты родился — твоя судьба», снятый по мотивам книги «Девушка за стеклом». Поскольку эти экранизации оказались успешны у зрителей, в 2020 году начали выходить ещё 2 сериала, — «Красная комната» на канале «TV8» и «Квартира невинных» на «TRT 1».
В 2021 году «Kanal D» выпустил новую экранизацию романа «Девушка за стеклом» с тем же названием, что и книга.